# Spoorlijn Rostock - Stralsund
De spoorlijn Rostock - Stralsund is een Duitse spoorlijn gelegen in de deelstaat Mecklenburg-Voor-Pommeren tussen Rostock en Stralsund. De lijn is als spoorlijn 6322 onder beheer van DB Netze.

## Geschiedenis
Het traject werd door de Preußischen Staatseisenbahnen op 1 juli 1888 geopend. Het was oorspronkelijk de bedoeling dat deze spoorlijn de stad Barth aan zou doen. Uiteindelijk werd deze spoorlijn via Velgast aangelegd. Van hieruit werd in 1910 een zijlijn Velgast - Prerow via Barth aangelegd.

## Treindiensten
De Deutsche Bahn verzorgt het personenvervoer op dit traject met RE / RB treinen.

## Aansluitingen
In de volgende plaatsen was of is er een aansluiting van de volgende spoorwegmaatschappijen:

### Rostock
- Bützow - Rostock, spoorlijn tussen Bützow en Rostock
- Lloydbahn, spoorlijn tussen Warnemünde en Neustrelitz
- Rostock - Tribsees / Tessin, spoorlijn tussen Bahnstrecke Rostock en Tribsees / Tessin
- Wismar-Rostocker Eisenbahn, spoorlijn tussen Wismar en Rostock
- Hafenbahn Rostock, spoorlijnen rond de zeehaven Rostock

### Rövershagen
- Mecklenburgische Bäderbahn, spoorlijn tussen Rövershagen en Graal-Müritz

### Velgast
- Franzburger Südbahn, spoorlijn tussen Velgast en Tribsees
- Darßbahn, spoorlijn tussen Velgast en Prerow

### Stralsund
- Angermünde-Stralsunder Eisenbahn, spoorlijn tussen Angermünde en Stralsund
- Preußische Nordbahn, spoorlijn tussen Berlin - Neubrandenburg en Stralsund
- Stralsund - Sassnitz, spoorlijn tussen Stralsund en Sassnitz
- Stralsund - Tribsees, Stralsund - Tribseeser Eisenbahn (StTr), spoorlijn tussen Stralsund en Tribsees
- Franzburgen Kreisbahnen (FKB), 1000 mm spoorlijn tussen Stralsund en Klausdorf / Barth

## Elektrische tractie
Het traject werd in 1985 geëlektrificeerd met een spanning van 15.000 volt 16 2/3 Hz wisselstroom.